# Алёшниковское сельское поселение
Алёшниковское се́льское поселе́ние  — муниципальное образование в составе Жирновского района Волгоградской области России.
Административный центр — село Алёшники.

## История
Алёшниковское сельское поселение образовано 21 февраля 2005 года в соответствии с Законом Волгоградской области № 1009-ОД.
17 марта 2019 года, в соответствии с Законом Волгоградской области № 15-ОД от 07.03.2019 в его состав вошла территория упразднённого Новинского сельского поселения.

## Население
| 2010 | 2012 | 2013  | 2014  | 2015 | 2016 | 2017 |
| ---- | ---- | ----- | ----- | ---- | ---- | ---- |
| 1019 | ↘995 | ↘944  | ↘891  | ↘879 | ↘857 | ↘820 |
| 2018 | 2019 | 2020  | 2021  |      |      |      |
| ↘791 | ↘780 | ↗1260 | ↘1223 |      |      |      |

## Состав сельского поселения
| № | Населённый пункт | Тип населённого пункта       | Население |
| - | ---------------- | ---------------------------- | --------- |
| 1 | Алёшники         | село, административный центр | 852       |
| 2 | Макаровка        | село                         | ↘22       |
| 3 | Мирный           | посёлок                      | ↘57       |
| 4 | Новинка          | село                         | 462       |
| 5 | Пограничное      | село                         | ↘93       |
| 6 | Подчинный        | посёлок                      | ↘145      |